# Тенис на летните олимпийски игри 2012
Турнирите по тенис на Летните олимпийски игри през 2012 се провеждат в Ол Инглънд Клъб в Уимбълдън, Лондон между 28 юли и 5 август, като това е пъвият олимпийски турнир на трева откакто тенисът отново става част от олимпийската програма през 1988 година. В петте различни дисциплини се очаква да вземат участие 190 тенисисти, като за първи път от 1924 в програмата са включени и смесените двойки.

## Турнирът
Турнирът през 2012 ще е 14-ият олимпийски тенис турнир и седмият откакто тенисът е възстановен като олимпийски спорт през 1988. Мачове се играят от 11 сутринта до 10 вечерта на 12 корта, включително и на централния корт, на който се играят финалите на Уимбълдън. На играчите им бъде позволено да се обличат не само в бяло каквато е традицията на Уимбълдън, а и в други цветове, представящи тяхната национална принадлежност. Всички дисциплини с изключение на смесените двойки са част съответно от световния тур на ATP през 2012 или от световния тур на WTA.

## Точки
В този смисъл точките от турнирите се разпределят по следния начин:
| Резултат            | Златен медал | Сребърен медал | Бронзов медал | Четвърто място | Четвъртфинали | Рунд на 16 | Рунд на 32 | Рунд на 64 |
| ------------------- | ------------ | -------------- | ------------- | -------------- | ------------- | ---------- | ---------- | ---------- |
| Мъже – индивидуално | 750          | 450            | 340           | 270            | 135           | 70         | 35         | 5          |
| Жени – индивидуално | 685          | 470            | 340           | 260            | 175           | 95         | 55         | 1          |

## Квалификация
Първите 56 тенисисти според световната ранглиста към 11 юни 2012 се класират за индивидуалните турнири, като максималният брой участници от една страна и при двата пола е ограничен до четирима състезатели. Допълнително условие е съгласието на състезателя да представя страната си на купа Дейвис или Фед къп в две от следните години: 2009, 2010, 2011, 2012, като една от годините задължително трябва да бъде 2011 или 2012. Останалите 8 места се запълват с уайлдкард, като шест от местата се определят от Олимпийския комитет към Международната тенис федерация, която се съобразява с ранга и разпространението на тениса, за да вземе своето решение. Останалите две места се определят от МОК, като традиционно са запазени за участници от малки държави.
При двойките 24 отбора се класират автоматично за игрите в съответствие с ранглистата към 11 юни 2012 като всяка държава може да бъде представяна от максимум 2 отбора. Останалите 8 места се определят от Олимпийския комитет към Междунаротната федерация по тенис.
Участниците на смесени двойки са определени едва след началото на игрите чрез уайлдкард, като схемата на игра е ясна до 31 юли.

## Календар
| Дата           | 28 юли     | 29 юли     | 30 юли     | 31 юли        | 1 август   | 2 август      | 3 август   | 4 август    | 5 август    |
| Начално време  | 11:30      | 11:30      | 11:30      | 11:30         | 11:30      | 11:30         | 12:00      | 12:00       | 12:00       |
| -------------- | ---------- | ---------- | ---------- | ------------- | ---------- | ------------- | ---------- | ----------- | ----------- |
| Сингъл мъже    | Рунд на 64 | Рунд на 64 | Рунд на 32 | Рунд на 32    | Рунд на 16 | Четвъртфинали | Полуфинали | —           | Бронз Финал |
| Сингъл жени    | Рунд на 64 | Рунд на 64 | Рунд на 32 | Рунд на 32    | Рунд на 16 | Четвъртфинали | Полуфинали | Бронз Финал | —           |
| Двойки мъже    | Рунд на 64 | Рунд на 64 | Рунд на 16 | Четвъртфинали | —          | Полуфинали    | —          | Бронз Финал | —           |
| Двойки жени    | Рунд на 32 | Рунд на 32 | Рунд на 16 | Четвъртфинали | —          | Полуфинали    | —          | —           | Бронз Финал |
| Смесени двойки | —          | —          | —          | —             | Рунд на 16 | Четвъртфинали | Полуфинали | Бронз       | Финал       |

## Мъже индивидуално
Мъжкият индивидуален турнир по тенис от Летните олимпийски игри през 2012 се проведе на кортовете на Ол Инглънд Клъб в Уимбълдън, Лондон. Турнирът е част от световния тур на АТP през 2012. Във всички мачове победителят се определя след максимум три сета, като изключение прави финалът, който се състои от пет сета. Тай-брейк се използва при всички мачове и сетове освен в третия или съответно петия сет на финала. Шампионът от Олимпийските игри в Пекин през 2008, Рафаел Надал, се оттегля от участие на 19 юли 2012 поради контузия.
Фаворит за спечелване на турнира е водачът в световната ранглиста преди началото на Игрите Роджър Федерер. 

## Двойки мъже
Мачът между бразилците Марсело Мело и Бруно Соарес срещу чехите Томаш Бердих и Радек Щепанек от втория кръг на турнира е рекорден в два аспекта – изиграни са 63 гейма, което е най-големият брой в мач от три сета на олимпийски игри, и третият сет е най-дългият в историята на олимпийските турнири по тенис. 

## Медали

### Класиране по медали
| Място | Страна         | Злато | Сребро | Бронз | Общо |
| ----- | -------------- | ----- | ------ | ----- | ---- |
| 1     | САЩ            | 3     | 0      | 1     | 4    |
| 2     | Великобритания | 1     | 1      | 0     | 2    |
| 3     | Беларус        | 1     | 0      | 1     | 2    |
| 4     | Франция        | 0     | 1      | 1     | 2    |
| 4     | Русия          | 0     | 1      | 1     | 2    |
| 6     | Чехия          | 0     | 1      | 0     | 1    |
| 6     | Швейцария      | 0     | 1      | 0     | 1    |
| 8     | Аржентина      | 0     | 0      | 1     | 1    |
|       | Общо           | 5     | 5      | 5     | 15   |

### Медалисти
| Дисциплина     | Злато                        | Сребро                           | Бронз                        |
| -------------- | ---------------------------- | -------------------------------- | ---------------------------- |
| Сингъл мъже    | Анди Мъри                    | Роджър Федерер                   | Хуан Мартин дел Потро        |
| Двойки мъже    | Боб Брайън Майк Брайън       | Микаел Льодра Жо-Вилфрид Цонга   | Жюлиен Бенето Ришар Гаске    |
| Сингъл жени    | Серина Уилямс                | Мария Шарапова                   | Виктория Азаренка            |
| Двойки жени    | Серина Уилямс Винъс Уилямс   | Андреа Хлавачкова Луцие Храдецка | Мария Кириленко Надя Петрова |
| Смесени двойки | Виктория Азаренка Макс Мирни | Лора Робсън Анди Мъри            | Лиза Реймънд Майк Брайън     |